# 1. Frauen-Fußball-Club Frankfurt

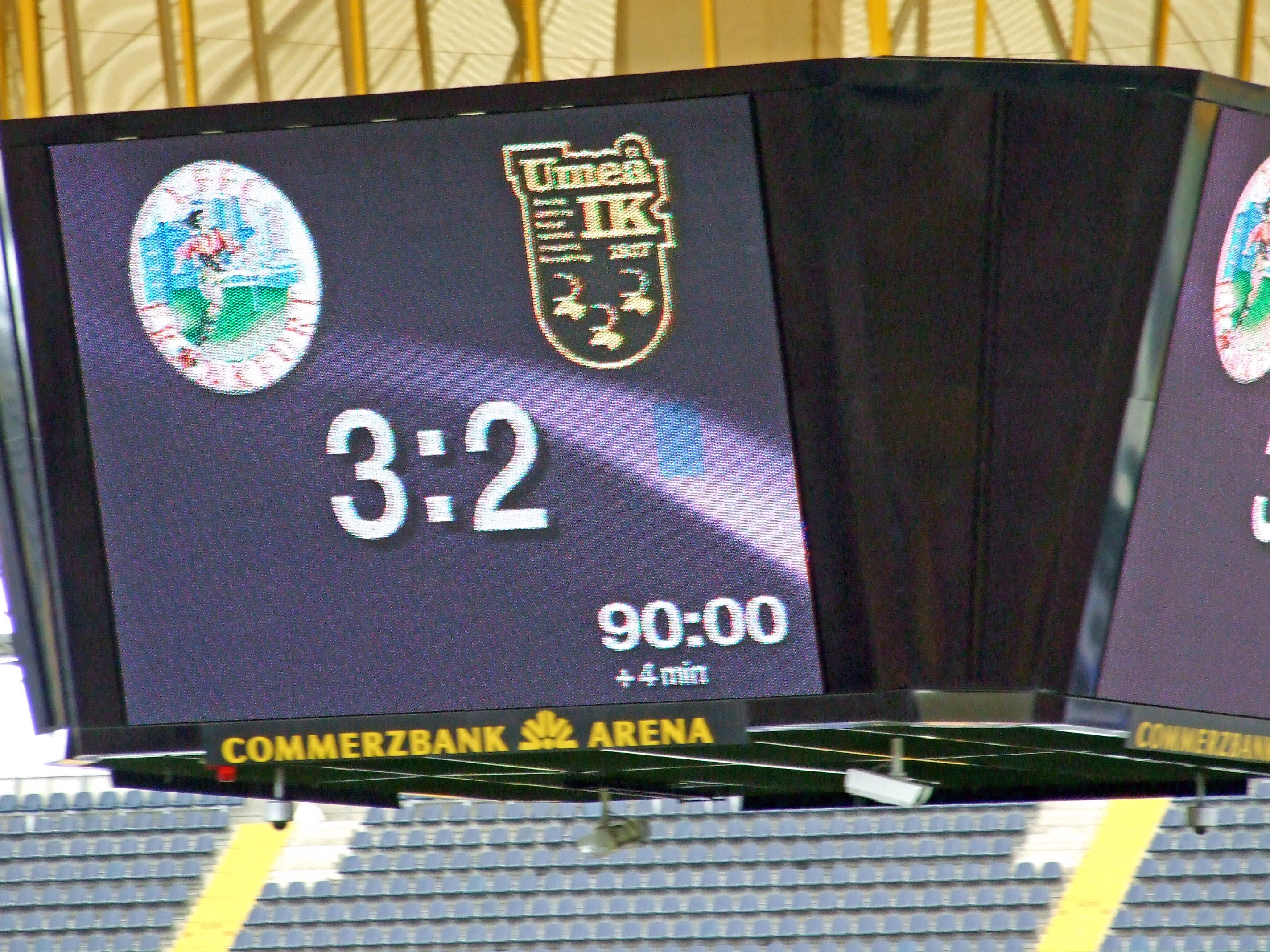
Il tabellone della Commerzbank-Arena al termine della finale di ritorno della UEFA Women's Cup 2007-2008, vinta dal Francoforte sulle svedesi dell'Umeå

L'1. Frauen-Fußball-Club Frankfurt, abbreviato in 1. FFC Frankfurt e noto in Italia come 1. FFC Francoforte, è stata una società di calcio femminile con sede a Francoforte sul Meno, in Germania.
La società contava circa 430 tesserate. Attiva dal 1998 al 2020, è la squadra femminile più titolata di Germania, avendo vinto 7 titoli e 9 coppe nazionali. Ha vinto la UEFA Women's Cup nel 2001-02, 2005-06 e nel 2007-08 e la UEFA Women's Champions League nel 2014-15.
Nel giugno 2020 la società si è fusa con l'Eintracht Frankfurt, cedendo il titolo sportivo per la partecipazione alla Frauen-Bundesliga e tutto il parco tesserate alla sezione di calcio femminile dell'Eintracht.

## Storia
L'1. FFC Francoforte è stato fondato il 27 agosto 1998 come distacco della sezione di calcio femminile dal SG Praunheim. Il 1º gennaio 1999 ha ricevuto la licenza dalla Frauen-Bundesliga. Lo Stadion am Brentanobad fu designato come il campo da gioco per le partite casalinghe. Alla prima stagione ha realizzato il double vincendo sia il campionato sia la coppa nazionale. Per cinque stagioni consecutive ha vinto la DFB-Pokal der Frauen, realizzando l'accoppiata campionato-coppa anche nelle stagioni 2000-2001 e 2002-2003. Nella stagione 2001-2002 ha realizzato uno storico treble vincendo il campionato, la coppa nazionale e la prima edizione della UEFA Women's Cup. Il 23 maggio 2002 ha disputato al Waldstadion di Francoforte sul Meno la finale della UEFA Women's Cup contro le svedesi dell'Umeå IK, vincendo per 2-0 grazie alle reti realizzate al 68' da Steffi Jones e all'89' da Birgit Prinz.
Dopo essersi fermato in semifinale nell'edizione 2002-2003 della UEFA Women's Cup e dopo aver perso la finale della UEFA Women's Cup 2003-2004, in entrambi i casi per opera dell'Umeå IK, è tornato a vincere la UEFA Women's Cup nella stagione 2005-2006. La finale metteva di fronte le due rappresentanti tedesche, l'1. FFC Francoforte e il Turbine Potsdam. L'1. FFC Francoforte ha vinto sia la gara d'andata a Potsdam per 4-0 sia la gara di ritorno a Francoforte per 3-2 davanti a 13 100 spettatori, nuovo record per la competizione.
Ha realizzato un nuovo double campionato-coppa nella stagione 2006-2007 e un altro treble la stagione 2007-2008 con il terzo trionfo in UEFA Women's Cup. In finale l'1. FFC Francoforte ha incontrato per la quarta volta le svedesi dell'Umeå IK, vincendo la sfida decisiva alla Commerzbank-Arena per 3-2 davanti a 27 640 spettatori, diventando la prima squadra a vincere il torneo per tre volte.
Nelle stagioni successive c'è stato un calo delle prestazioni con la squadra che dopo il 2008 non è più riuscita a vincere il campionato e fallendo l'accesso alla finale della coppa nazionale nel 2008-2009 per la prima volta dal 1998. Ha vinto due edizioni della DFB-Pokal der Frauen nel 2010-2011 e nel 2013-2014, portando a nove il numero di coppe nazionali vinte. In campo europeo è stato eliminato ai quarti di finale della UEFA Women's Cup 2008-2009 dalle connazionali del FCR 2001 Duisburg, che andranno poi a vincere la competizione. Nella stagione 2011-2012 ha perso sia la finale di DFB-Pokal der Frauen contro il Bayern Monaco sia la finale di UEFA Women's Champions League contro le francesi dell'Olympique Lione per 2-0. Anche quest'ultima finale, giocata all'Olympiastadion di Monaco di Baviera, ha fatto segnare un nuovo record di spettatori con 50 212 persone ad assistere alla partita.
Ha conquistato per la quarta volta la UEFA Women's Champions League (la prima con la nuova denominazione) nel 2014-2015, battendo le francesi del Paris Saint-Germain per 2-1 nella finale giocata al Friedrich-Ludwig-Jahn-Sportpark di Berlino davanti alla cancelliera tedesca Angela Merkel.
Nel giugno 2020 la società, che aveva concluso il campionato al sesto posto, si è fusa con l'Eintracht Frankfurt, cedendo il titolo sportivo per la partecipazione alla Frauen-Bundesliga e tutto il parco tesserate. In 22 anni di esistenza, l'1. FFC Francoforte ha conquistato il maggior numero di titoli nazionali e internazionali di qualsiasi altra squadra tedesca di calcio femminile. "Con uno speciale sentimento di rispetto, sentimentalismo e malinconia, guarderò sicuramente indietro a molti successi, a molti grandi nomi, ma anche a molte esperienze con le persone che ci hanno accompagnato e sostenuto in questo percorso", ha affermato Siegfried Dietrich, il "Mister calcio femminile", aggiungendo poi: "Possiamo aspettarci di lavorare con uno dei club più moderni d'Europa. Un club che, con la sua vasta gamma di attività, porta con sé la società ben oltre i confini del calcio".

## Stadio
L'1. FFC Francoforte ha giocato le partite casalinghe allo Stadion am Brentanobad, che ha una capienza totale di 5.600 spettatori, i costi di costruzione ammontano a 11 milioni di euro. Condivide lo stadio con il Rot-Weiss Francoforte, squadra maschile che partecipa alla quinta serie del campionato tedesco di calcio.

## Palmarès

### Competizioni nazionali

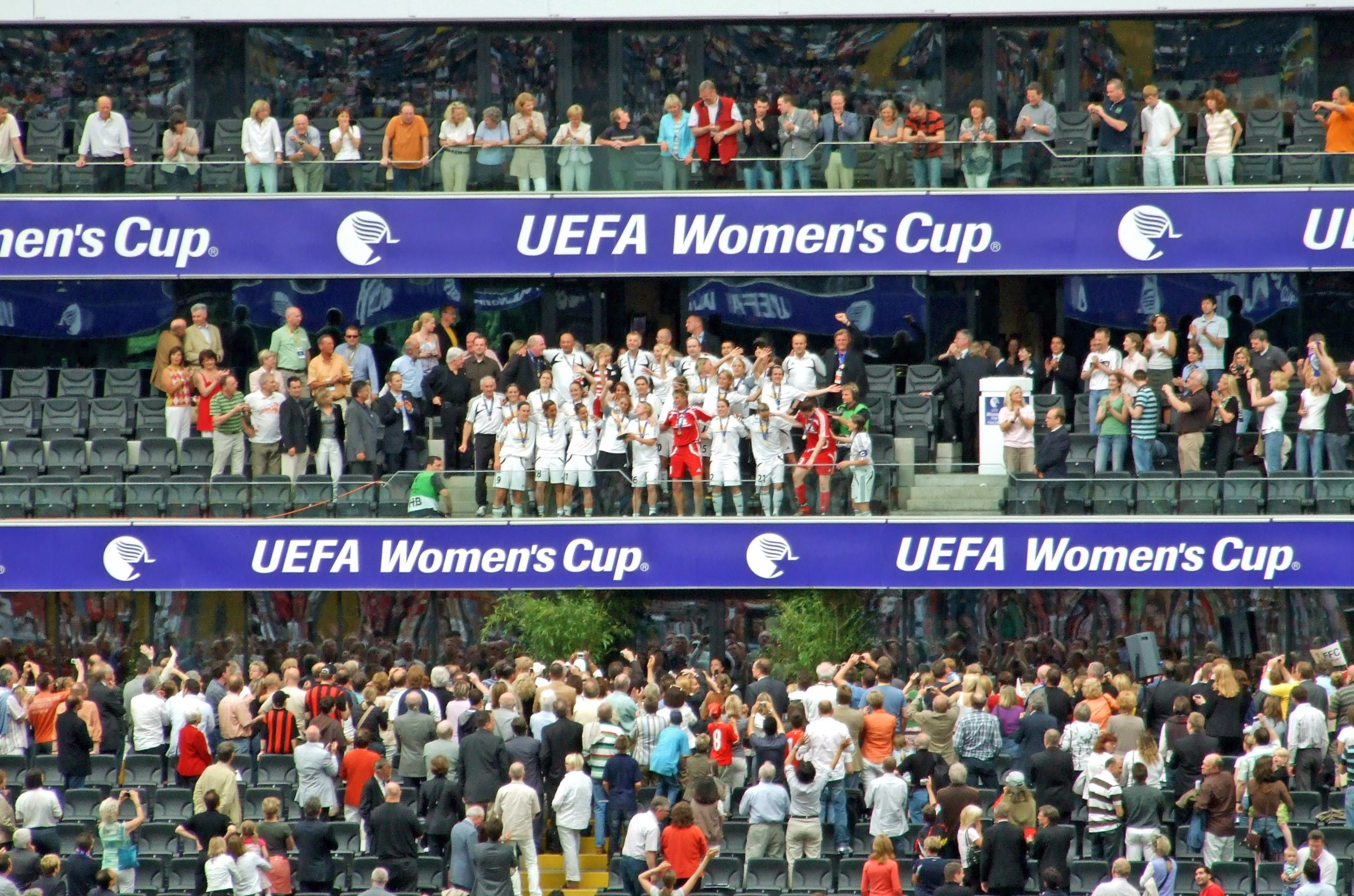
La UEFA Women's Cup 2007-2008 consegnata nelle mani delle giocatrici dell'1. FFC Francoforte.

- Campionato tedesco: 7 ("Deutscher Meister")

1998-1999, 2000-2001, 2001-2002, 2002-2003, 2004-2005, 2006-2007, 2007-2008
L'1. L'FFC Francoforte è arrivato secondo cinque volte (1995/1996; 1997/1998; 1999/2000; 03/04; 13/14).
- Coppa di Germania: 9  ("DFB-Pokal Sieger")

1998-1999, 1999-2000, 2000-2001, 2001-2002, 2002-2003, 2006-2007, 2007-2008, 2010-2011, 2013-2014

### Competizioni internazionali
- UEFA Women's Champions League: 4

2001-2002, 2005-2006, 2007-2008, 2014-2015

### Altri piazzamenti
- Campionato tedesco:

Terzo posto: 2009-2010
- UEFA Women's Champions League:

Finalista: 2003-2004
Semifinalista: 2002-2003

## Statistiche

### Partecipazione ai campionati
| Livello | Categoria         | Partecipazioni | Debutto   | Ultima stagione | Totale |
| ------- | ----------------- | -------------- | --------- | --------------- | ------ |
| 1º      | Frauen-Bundesliga | 21             | 1998-1999 | 2019-2020       | 21     |

## Tifoseria

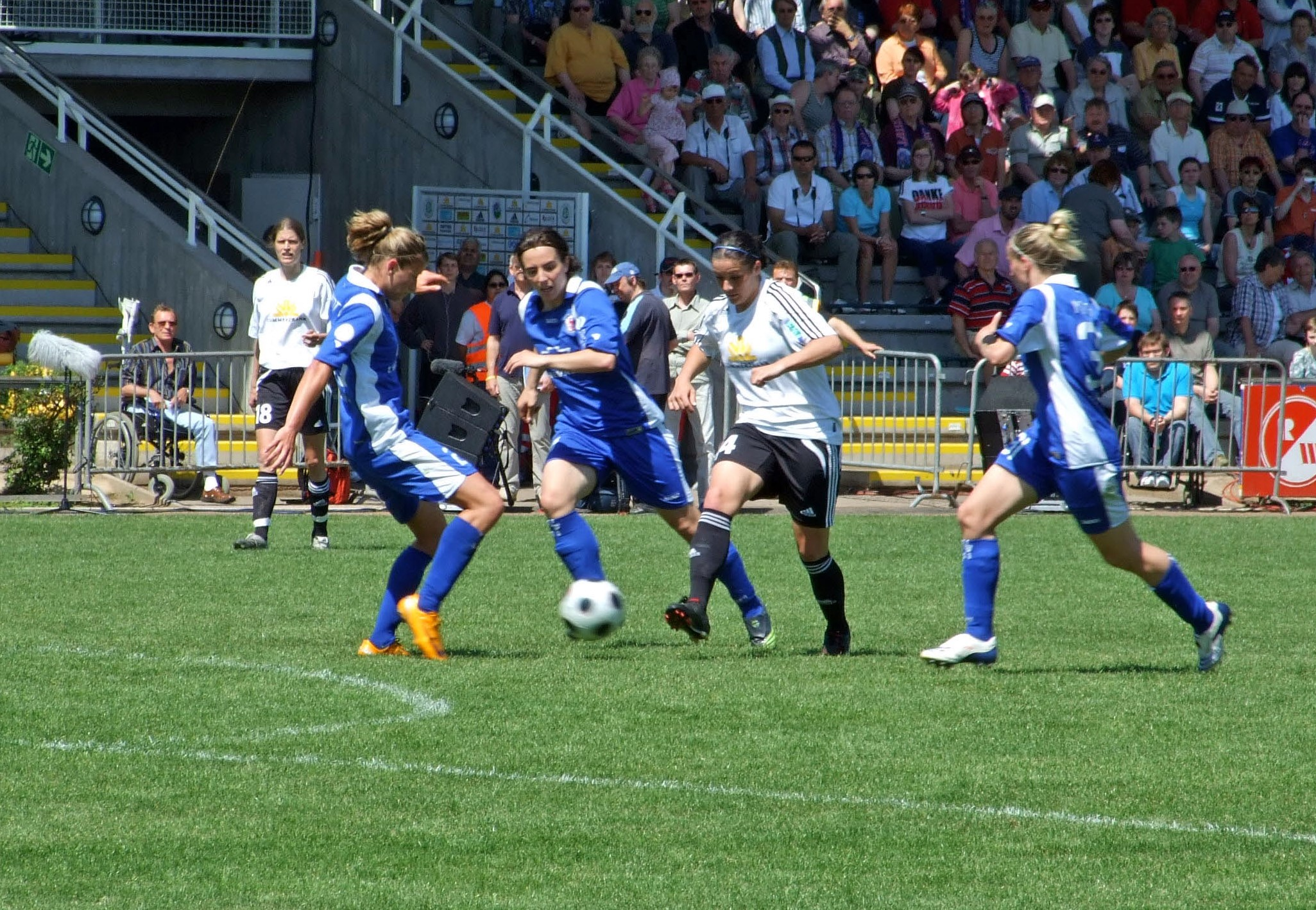
Una partita tra Francoforte e Turbine Potsdam (2008)

Una rivalità si sviluppò tra l'1. FFC Francoforte e le precedenti campionesse della Germania dell'Est del Turbine Potsdam dal 2000 quando il club cominciò la sua ascesa ai vertici della Bundesliga. Questa rivalità continua nella Coppa di Germania e nella coppa europea dove il Turbine Potsdam si qualificò vincendo il titolo nazionale e laureandosi campione d'Europa l'anno dopo il Francoforte.
A parte le rivalità sportive e la rivalità est-ovest, i due club hanno due differenti filosofie di squadra. L'1. FFC Francoforte, in maniera "capitalistica" occidentale, preferisce acquistare giocatrici tedesche e straniere, mentre il Turbine Potsdam, nella tradizione "socialista" orientale, focalizza il suo interesse sullo sviluppo di giovani atlete all'interno del club. Le cessioni di Petra Wimbersky e Karolin Thomas dal Turbine Potsdam al Francoforte ha infiammato questa rivalità, poiché i due club si erano accordati in un contratto non scritto nel non contattare le giocatrici della squadra avversaria senza prima consultare la federazione.
Grazie alla mancanza di teppismo nel gioco femminile, questa rivalità ha sviluppato una sana competizione nella Bundesliga e ha fortemente contribuito al successo della nazionale femminile. Esiste, comunque, un potenziale problema in questa rivalità, poiché questi due club sono i più ricchi e c'è la paura che questo possa ridimensionare la competitività del campionato se le due squadre diventassero troppo dominanti.